# Catharia pyrenaealis
Catharia pyrenaealis là một loài bướm đêm trong họ Crambidae.

## Hình ảnh

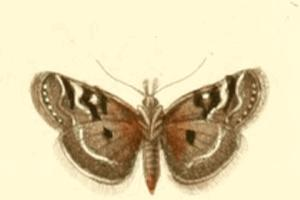